# Fiat 500 GQ
La edición especial y limitada Fiat 500 GQ fue presentada el 5 de marzo de 2013 en el Salón del Automóvil de Ginebra y es fruto de la colaboración entre Fiat y la revista masculina GQ. Disponible en Europa en carrocería berlina y asociado a los motores 1.2 FIRE de 69 CV, 0.9 TwinAir de 85 CV, 1.4 FIRE de 100 CV y 1.3 JTD de 95 CV, se basa en el Fiat 500S.  En el momento de su comercialización, en España, el precio de las diferentes versiones oscilaba entre 11.660 y 17.045 €.

## Características

### Exterior
Se diferencia de este en el logo GQ en el pilar central, acabados en cromo, llantas exclusivas, logo 500 en las ruedas y, en la versión 1.4 de 100CV, pinzas de freno en color naranja.  Mientras que en el modelo mostrado en Ginebra los retrovisores eran negros y la carrocería bicolor con la parte inferior pintada en gris mate y la parte superior acabada con un efecto similar al del patrón de la fibra de carbono, en el modelo comercializado los retrovisores son cromados, el color de la parte inferior de la carrocería es gris mate y el del techo negro carbono, en ambos caso con una doble línea color plata separando ambos colores.

### Interior
En el interior de tonos oscuros se puede encontrar el logo 500 ubicado en el salpicadero en relieve y de color naranja, pomo del cambio en piel, pedalier con terminación en aluminio y asientos con nuevo diseño terminados en piel con las costuras a juego. La serie comenzó su comercialización en junio de 2013.